# Ringo Shiina

Yumiko Shiina (椎名 裕美子, Shiina Yumiko, född 25 november 1978), känd via artistnamnet Ringo Shiina (japanska: 椎名 林檎, Shiina Ringo?), är en japansk sångerska, låtskrivare, pianist och musikproducent. Hon är medgrundare av Tokyo Jihen.

## Biografi
Shiinas far Kotaro är en oljebolagschef och hennes mor Akiko är hemmafru. Shiina föddes i Saitama och flyttade senare till Fukuoka. Hon tog sitt artistnamn Ringo – 林檎, det japanska ordet för äpple – efter hur hon tidigt brukade bli blossande röd i ansiktet som ett äpple när hon skulle uppträda för människor.
Shiina tog balett- och pianolektioner som ung. Hon insåg dock efter en tid att hon inte kunde bli balettdansös eller professionell pianist och inriktade sig därefter på att bli sångerska.

## Musikalitet
Shiina skriver nästan alla sina sånger själv. Eftersom hon älskar varierad musik, komponerar hon olika typer av sånger. Hon använder inte bara rockband, utan även storband och orkestrar. Shiina spelar ett antal olika musikinstrument, inklusive elektroniska och traditionella japanska musikinstrument.

## Diskografi

### Ringo Shiina

#### Studioalbum
| År   | Albumdetaljer | Högsta placeringar | Försäljning |
| ---- | --- | ------------------ | ----------- |
| 1999 | Muzai Moratorium (無罪モラトリアム Innocence Moratorium ?) - Släppt: 24 februari 1999 - Skivbolag: Toshiba-EMI/East World - Producent: Hiroshi Kitashiro | 2                  | 1 433 000   |
| 2000 | Shōso Strip (勝訴ストリップ?) - Släppt: 31 mars 2000 - Skivbolag: Toshiba-EMI/Virgin Music - Producent: Uni Inoue                                        | 1                  | 2 332 000   |
| 2003 | Karuki Samen Kuri no Hana (加爾基 精液 栗ノ花?) - Släppt: 23 februari 2003 - Skivbolag: Toshiba-EMI/Virgin Music - Producent: Shiina Ringo, Uni Inoue    | 1                  | 409 000     |
| 2009 | Sanmon Gossip (三文ゴシップ?) - Släppt: 24 juni 2009 - Skivbolag: Toshiba-EMI/Virgin Music - Producent: Shiina Ringo, Uni Inoue                          | 1                  | 202 000     |

#### Cover-album
| År   | Albumdetaljer | Högsta placeringar | Försäljning | Noteringar |
| ---- | --- | ------------------ | ----------- | ---------- |
| 2002 | Utaite Myōri ~Sono-Ichi~ (唄ひ手冥利 ～其ノ壱～?) - Släppt: 27 maj 2002 - Skivbolag: Toshiba-EMI/Virgin Music - Producent: Uni Inoue (DISC1 .2), Masashi Kudo (DISC1) | 1                  | 397 000     | 2CD        |

#### Soundtrack
| År   | Albumdetaljer | Högsta placeringar | Försäljning | Noteringar                                                               |
| ---- | --- | ------------------ | ----------- | ------------------------------------------------------------------------ |
| 2007 | Heisei Fūzoku (平成風俗?) (Shiina Ringo X Neko Saito) - Släppt: 21 februari 2007 - Skivbolag: Toshiba-EMI/Virgin Music - Producent: Uni Inoue | 1                  | 175 000     | Samarbete med violinisten Neko Saito. Soundtracket till filmen Sakuran . |

#### Samlingsalbum
| År   | Albumdetaljer                                                                                | Högsta placeringar | Försäljning | Noteringar                    |
| ---- | -------------------------------------------------------------------------------------------- | ------------------ | ----------- | ----------------------------- |
| 2008 | Watashi to Hōden (私と放電?) - Släppt: 2 juli 2008 - Skivbolag: EMI Music Japan/Virgin Music | 4                  | 153 000     | B-side kolekcji               |
| 2008 | MoRA - Släppt: 25 november 2008 - Skivbolag: EMI Music Japan/Virgin Music                    | 32                 | 9 000       | Box-set innehåller alla album |

#### DVD-album
| År   | Albumdetaljer | Högsta placeringar | Försäljning | Noteringar                                            |
| ---- | --- | ------------------ | ----------- | ----------------------------------------------------- |
| 2007 | Heisei Fūzoku Daiginjō (平成風俗 大吟醸?) (Shiina Ringo X Neko Saito) - Släppt: 25 april 2007 - Skivbolag: Toshiba-EMI/Virgin Music | 18                 | 10 000      | Alla låtar på Heisei Fūzoku av animerade musikvideor. |
| 2008 | Watashi no Hatsuden (私の発電?) - Släppt: 2 July 2008 - Skivbolag: Toshiba-EMI/Virgin Music                                         | 1                  | 68 000      | Alla låtar på Watashi to Hōdenmusikvideor.            |
| 2008 | MoRA - Släppt: 25 november 2008 - Skivbolag: EMI Music Japan/Virgin Music                                                           | 25                 | 5 000       | DVD-box-set album. Alla låtar med skärmsläckaren.     |

#### Vinyl
| År   | Albumdetaljer | Högsta placeringar | Försäljning | Noteringar                                 |
| ---- | --- | ------------------ | ----------- | ------------------------------------------ |
| 2003 | Karuki Samen Kuri no Hana (加爾基 精液 栗ノ花?) - Släppt: 27 maj 2003 - Skivbolag: Toshiba-EMI/Virgin               |                    |             |                                            |
| 2007 | Heisei Fūzoku (平成風俗?) (Shiina Ringo X Neko Saito) - Släppt: 25 april 2007 - Skivbolag: Toshiba-EMI/Virgin Music |                    |             |                                            |
| 2008 | Muzai Moratorium (無罪モラトリアム?) - Släppt: 25 november 2008 - Skivbolag: Toshiba-EMI/Virgin Music               |                    |             |                                            |
| 2008 | Shōso Strip (勝訴ストリップ?) - Släppt: 25 november 2008 - Skivbolag: Toshiba-EMI/Virgin Music                      |                    |             |                                            |
| 2009 | Saturday night Gossip (サタデーナイトゴシップ?) - Släppt: 26 augusti 2009 - Skivbolag: EMI Music Japan/Virgin Music |                    |             | Den alternativa versionen av Sanmon Gossip |

#### Singlar
| Utgivningsdatum   | Titel                                                                         | Högsta placeringar | Försäljning | Album                     |
| ----------------- | ----------------------------------------------------------------------------- | ------------------ | ----------- | ------------------------- |
| 27 maj 1998       | Kōfukuron (幸福論?) - 8cm CD                                                  | -                  | -           | Muzai Moratorium          |
| 27 oktober 1999   | Kōfukuron (幸福論?) - 12cm CD                                                 | 10                 | 261 000     | Muzai Moratorium          |
| 9 september 1998  | Kabukicho No Jo-ō (歌舞伎町の女王?)                                           | 50                 | 51 000      | Muzai Moratorium          |
| 20 januari 1999   | Koko De Kiss Shite. (ここでキスして。?)                                       | 10                 | 309 000     | Muzai Moratorium          |
| 27 oktober 1999   | Honnō (本能?)                                                                 | 2                  | 997 000     | Shōso Strip               |
| 26 januari 2000   | Gibusu (ギブス Gips ?)                                                        | 3                  | 714 000     | Shōso Strip               |
| 26 januari 2000   | Tsumi To Batsu (罪と罰?)                                                      | 4                  | 546 000     | Shōso Strip               |
| 13 september 2000 | Zecchōshū (絶頂集?) - 3 Mini-CD Set                                           | 1                  | 430 000     |                           |
| 27 mars 2001      | Mayonaka Wa Junketsu (真夜中は純潔?)                                          | 2                  | 358 000     |                           |
| 22 januari 2003   | STEM – Daimyou asobi hen (茎（STEM）～大名遊ビ編～?)                          | 1                  | 187 000     | Karuki Samen Kuri no Hana |
| 25 november 2003  | Ringo no Uta (りんごのうた?) - z uwzględnieniem premii DVD                    | 2                  | 114 000     |                           |
| 17 januari 2007   | Kono Yo no Kagiri (この世の限り?) (Shiina Ringo X Neko Saito + Junpei Shiina) | 8                  | 54 000      | Heisei Fūzoku             |
| 27 maj 2009       | Ariamaru Tomi (ありあまる富?)                                                 | 3                  | 75 000      |                           |
| 2 november 2011   | Carnation (カーネーション?)                                                   | 5                  |             |                           |

#### Digital Single
| Utgivningsdatum  | Titel                                            | Högsta placeringar | Försäljning | Album         |
| ---------------- | ------------------------------------------------ | ------------------ | ----------- | ------------- |
| 11 november 2006 | Karisome Otome (カリソメ乙女?) (DEATH JAZZ ver.) |                    |             | Sanmon Gossip |

### Tokyo Jihen

#### Studioalbum
| Rok  | Tytuł                                                                                          | Pozycja na liście | Sprzedaż |
| ---- | ---------------------------------------------------------------------------------------------- | ----------------- | -------- |
| 2004 | Kyōiku (教育 Education?) - Släppt: 25 november 2004 - Skivbolag: Toshiba-EMI/Virgin Music      | 2                 | 391 000  |
| 2006 | Otona (大人 Adult?) - Släppt: 26 januari 2006 - Skivbolag: Toshiba-EMI/Virgin Music            | 1                 | 294 000  |
| 2007 | Goraku (娯楽 Variety?) - Släppt: 26 september 2007 - Skivbolag: EMI Music Japan/Virgin Music   | 2                 | 175 000  |
| 2010 | Sports (スポーツ?) - Släppt: 24 februari 2010 - Skivbolag: EMI Music Japan/Virgin Music        | 1                 | 177 000  |
| 2011 | Daihakken (大発見 Great Discovery?) - Släppt: 29 juni 2011 - Skivbolag: EMI Music Japan/Virgin | 1                 | 131 000  |

#### Singlar
| Utgivningsdatum  | Titel                                                                       | Högsta placeringar | Försäljning | Album     |
| ---------------- | --------------------------------------------------------------------------- | ------------------ | ----------- | --------- |
| 8 september 2004 | Gunjō Biyori (群青日和?)                                                    | 2                  | 203 000     | Kyōiku    |
| 20 oktober 2004  | Sōnan (遭難?)                                                               | 2                  | 123 000     | Kyōiku    |
| 2 november 2005  | Shuraba (修羅場?)                                                           | 5                  | 110 000     | Adult     |
| 11 juli 2007     | O.S.C.A.                                                                    | 2                  | 58 000      | Variety   |
| 22 augusti 2007  | Killer-tune (キラーチューン?)                                               | 5                  | 51 000      | Variety   |
| 2 december 2009  | Nōdōteki sanpunkan (能動的三分間?)                                          | 1                  | 69 000      | Sports    |
| 11 maj 2011      | Sora ga natteiru/Onna no ko wa dare de mo (空が鳴っている／女の子は誰でも?) | 6                  | 54 000      | Daihakken |

## Priser
| Årtal | Priser                                                                                   | Kategorier                   | Verk                          | Resultat  |
| ----- | ---------------------------------------------------------------------------------------- | ---------------------------- | ----------------------------- | --------- |
| 2000  | "The Japan Gold Disc Awards"                                                             | Rock Album of the Year       | Muzai moratorium              | vinnare   |
| 2000  | "The Japan Record Awards"                                                                | Best Album                   | Shōso strip                   | nominerad |
| 2001  | "The Japan Gold Disc Awards"                                                             | Rock Album of the Year       | Shōso strip                   | vinnare   |
| 2008  | "Nippon Academy-shō" (Japanska filmakademins pris)                                       | Bästa musik                  | Filmen Sakuran (musikledning) | nominerad |
| 2009  | "The Fine Arts Awards of Ministry of Education, Culture, Sports, Science and Technology" | The Popular Culture category | The Newcomer Prize of 2009    | vinnare   |